# Hypena tortuosa
Hypena tortuosa är en fjärilsart som beskrevs av Moore. Hypena tortuosa ingår i släktet Hypena och familjen nattflyn. Inga underarter finns listade i Catalogue of Life.